# Синхронная орбита
Синхро́нная орби́та — такая орбита, на которой период обращения спутника равен периоду осевого вращения центрального тела.
Если синхронная орбита круговая и её плоскость совпадает с плоскостью экватора центрального тела, то такую орбиту называют стационарной. Спутник на стационарной орбите кажется неподвижным с точки зрения наблюдателей, находящихся на центральном теле. Соответствующие орбиты Земли называют геосинхронной и геостационарной.

## Примеры
Харон обращается вокруг Плутона с периодом, равным периоду вращения Плутона вокруг своей оси. Харон при этом вращается вокруг своей оси с этим же периодом, в результате Харон на небе Плутона неподвижен, как и Плутон на небе Харона.
Многие искусственные спутники Земли находятся на геостационарной орбите. Это позволяет использовать направленные неподвижные спутниковые антенны, примером которых являются бытовые антенны спутникового ТВ.

## Вычисление высоты орбиты
Радиус синхронной орбиты можно вычислить по формуле
{\displaystyle R={\sqrt[{3}]{\frac {G\cdot M_{c}}{\omega ^{2}}}}},
где R — радиус орбиты, G — гравитационная постоянная, Mc — масса центрального тела, ω — угловая скорость вращения центрального тела.
Для практических вычислений, однако, целесообразнее исходить не из массы центрального тела Mc, а из его стандартного гравитационного параметра μ = GMc. Это связано с тем, что значение μ известно с гораздо большей точностью, чем значение G или Mc. Формула тогда приобретает вид
{\displaystyle R={\sqrt[{3}]{\frac {\mu }{\omega ^{2}}}}}.
Высоту синхронной орбиты над экватором можно затем вычислить по формуле
H = R − r,
где H — высота орбиты, r — экваториальный радиус центрального тела.

## Синхронная орбита для некоторых небесных тел
| название | μ, км³·с−2   | период вращения, сут | r, Мм  | R, Мм   | H, Мм   |
| -------- | ------------ | -------------------- | ------ | ------- | ------- |
| Земля    | 398600,4418  | 0,99726968           | 6,3781 | 42,1642 | 35,7861 |
| Марс     | 42828        | 1,025957             | 3,3962 | 20,4276 | 17,0314 |
| Юпитер   | 126686534    | 0,4135417            | 71,492 | 160,009 | 88,517  |
| Солнце   | 132712440018 | 25,05                | 695,5  | 25064,8 | 24369,3 |